# Punta di Saas
La Punta di Saas (3.188 m s.l.m. - Latelhorn in tedesco) è una montagna delle Alpi del Mischabel e del Weissmies nelle Alpi Pennine.

## Descrizione
Si trova lungo la linea di confine tra l'Italia e la Svizzera. Dal versante italiano si trova alla testata della Valle Antrona; da quello svizzero nell'alta Saastal.